# سيف وانلي
محمد سيف الدين إسماعيل محمد وانلي فنان تشكيلي مصري من مواليد الإسكندرية 31 مارس 1906، وتوفى في ستوكهولم 15 فبراير1979. عمل أستاذا لفن التصوير الزيتي في كلية الفنون الجميلة بالإسكندرية عند إنشائها صيف 1957 ومستشاراً فنياً بقصور الثقافة بالإسكندرية.كما كان رئيساً للجمعية الأهلية للفنون الجميلة. ويعتبر هو وأخوه الأصغر أدهم وانلي من أشهر الفنانين التشكيليين في مصر. وكان مرسمهما مزارا للفنانين والمثقفين لأكثر من 40 عاماً حتى بعد وفاة أدهم واستمرار سيف في مسيرته الفنية. ولهما متحف باسميهما في مجمع متاحف محمود سعيد بالإسكندرية.

## دراسة الفن
درس الفن في مدرسة حسن كامل عام 1929 والتي سميت فيما بعد الجمعية الأهلية للفنون الجميلة بالإسكندرية. ثم كان هو وأخوه الأصغر أدهم وانلي أول تلميذين ينتظمان في مرسم الفنان أتورينو بيكي (بالإيطالية:Bicchi) يوم افتتاحه في 9 أكتوبر عام 1930، وبعد رحيل بيكي افتتحا مرسماً خاصاً لتعليم الرسم في 18 يونيو 1935.

## أعماله الفنية
له أعمال بالإسكندرية، ومحافظة الدقهلية، وفندق كليوباترا بالقاهرة، وفندق شيراتون بالقاهرة، فندق البوريفاج بالإسكندرية، ووزارة الخارجية الإيطالية بروما ومحطة الركاب بميناء الإسكندرية. كما صمم الكثير من ديكورات المسرح مثل مسرحية شهرزاد وأوبريت بلياتش كارمن. وله آلاف اللوحات بألوان الزيت والجواش والفحم وبمواد أخرى صور فيها الكنائس والشوارع والمقاهي والحدائق وسباق الخيل والسيرك والألعاب الرياضية والمنتديات العامة والحياة الفنية التي مرت بمدينة الإسكندرية.

## جوائز
فاز بالجائزة الكبرى في بينالي الإسكندرية عام 1959، وحصل على جائزة الدولة التقديرية عام 1973 . كما حصل على الدكتوراه الفخرية من أكاديمية الفنون في أكتوبر 1977.